# 田隅本生
田隅 本生（たすみ もとお、1934年7月7日 - 2012年5月21日）は、日本の動物学者。
当初ネズミの歯の発生学を研究対象としていたが、脊椎動物の進化を中心とする動物学の専門書の翻訳出版等で活躍した。

## 来歴
1934年（昭和9年）7月7日、兵庫県に生まれる。1947年（昭和22年）4月、西宮市立甲東小学校卒業、西宮市立甲東中学校入学。1950年（昭和25年）4月、灘高等学校入学。父親の転勤にともない、1951年（昭和26年）9月、都立戸山高等学校編入学。その後、2つの大学を中退して京都大学理学部に入学。1959年（昭和34年）、同大学理学部動物学科卒業（在学中、専攻を地質学から動物学に変える）。1962年（昭和37年）、京都大学大学院理学研究科博士課程動物学専攻中途退学。1968年（昭和43年）、東北大学医学博士（「Studies on the blood vascular system and its development in the rat teeth（シロネズミの歯の血管系とその発達に関する研究） 」）
1962年（昭和37年）東京医科歯科大学歯学部解剖学教室助手、1967年（昭和42年）東北大学歯学部助教授、1968年（昭和43年）日本モンキーセンター研究員を経て、1971年（昭和46年）京都大学理学部助教授。1995年（平成7年）京都大学理学研究科助教授辞職。
2006年（平成18年）3月、食道がんの診断を受ける。2012年（平成24年）5月21日、食道がんにて逝去。享年72歳。
理学分野において、翻訳出版は主要な業績とは見なされない中、多くの訳書を残した。

## 著書・訳書
（訳者名「櫻町翠軒」はペンネームである）
- 『講座進化』第4巻（分担執筆、東京大学出版会）
- 『脊椎動物の進化』（初版、2版、4版、5版　築地書館）
- B.ホールステッド『脊椎動物の進化様式』（監訳、法政大学出版局）
- B.ホールステッド／中山照子訳『「今西進化論」批判の旅』（筆名で監訳、築地書館）
- S.グールド『パンダの親指』（櫻町翠軒訳、早川書房）
- K.マクナマラ『動物の発育と進化 時間がつくる生命の形』（工作舎）
- 甲東22会卒業60周年記念誌編集委員会 （編） 著、田隅本生（監修） 編『思い出で綴る激動の国民学校生 : 甲東22会卒業60周年記念』甲東22会卒業60周年記念誌編集委員会、2007年。 NCID BA86170074。

## 論文
- 国立情報学研究所収録論文 国立情報学研究所
- 田隅本生 (1980). “哺乳類研究グループの25年—未来のための回顧—”. 哺乳類科学 (日本哺乳類学会) 20 (1):  25-42. doi:10.11238/mammalianscience.20.1_25. ISSN 1881-526X.

## 関連人物
- 田隅三生 - 化学者の田隅三生は弟
- 徳田御稔 - 京都大学大学院時代の指導教員